# Powiat gorzowski
Powiat gorzowski är ett distrikt (powiat) i Lubusz vojvodskap i västra Polen. Distriktet hade 69 719 invånare 2012. Powiat gorzowski har namn efter staden Gorzów Wielkopolski, som dock är en stad med powiatstatus och därigenom inte själv är del av det omgivande distriktet. Största stad i distriktet är Kostrzyn nad Odrą.

## Administrativ kommunindelning
Distriktet har sammanlagt sju kommuner (gminy), varav en stadskommun, en stads- och landskommun och fem landskommuner. Invånarantal anges för 30 juni 2008.

### Stadskommun
- Kostrzyn nad Odrą – 17.635 invånare

### Stads- och landskommun
- Witnica – 12.996 invånare

### Landskommuner
- Bogdaniec – 6.837 invånare
- Deszczno – 7.737
- Kłodawa – 6.771
- Lubiszyn – 6.758
- Santok – 7.681